# Archie Scott Brown
Archibald Scott William Brown, detto Archie, noto anche con lo pseudonimo di Archibald Scott Brown (Paisley, 13 maggio 1927 – Stavelot, 19 maggio 1958), è stato un pilota automobilistico britannico.
In Formula 1 partecipò al solo Gran Premio di Gran Bretagna 1956 su una Connaught, non terminando la gara. Fu il primo pilota con disabilità a correre in Formula 1, essendo nato con gravi problemi alle gambe, con i piedi piegati quasi all'indietro e senza la mano destra. Dopo molte operazioni e terapie di riabilitazione riuscì ad arrivare a poter camminare sebbene rimase di bassa statura, non superando i 152 cm e diventando quindi uno dei più bassi piloti nella storia della Formula 1, se non proprio il più basso in assoluto.
Morì dopo un incidente subito sul Circuito di Spa-Francorchamps durante una gara di vetture sport.

## Risultati completi in Formula 1
| 1956 | Scuderia       | Vettura   |  |  |  |  |  |     |  |  |  | Punti | Pos. |
| ---- | -------------- | --------- |  |  |  |  |  | --- |  |  |  | ----- | ---- |
| 1956 | Pilota privato | Connaught |  |  |  |  |  | Rit |  |  |  | 0     |      |

| Legenda | 1º posto     | 2º posto | 3º posto    | A punti         | Senza punti/Non class.  | Grassetto – Pole position Corsivo – Giro più veloce |
| Legenda | Squalificato | Ritirato | Non partito | Non qualificato | Solo prove/Terzo pilota | Grassetto – Pole position Corsivo – Giro più veloce |